# Cycas dolichophylla
Cycas dolichophylla — вид голонасінних рослин класу саговникоподібні (Cycadopsida).
Етимологія: від грецького dolichos — «довгий», і phyllon — «лист», з посиланням на довге листя.

## Опис
Стовбури деревовиді, до 1.5 м заввишки, 18–30 см діаметром у вузькому місці; 8–40 листків у кроні. Листя від яскраво-зеленого до темно-зеленого кольору, високоглянсове, завдовжки 200–450 см. Пилкові шишки вузько-яйцеподібні або веретеноподібні, жовті, завдовжки 35–50 см, 8–10 см діаметром. Мегаспорофіли 15–26 см завдовжки, коричнево-повстяні; яйцеклітини 2–4, голі. Насіння яйцеподібне або сплющено-яйцеподібне або довгасте, 40–64 мм завдовжки, 33–36 мм завширшки; саркотеста жовтий, не вкрита нальотом, товщиною 2–4 мм.

## Поширення, екологія
Країни поширення: Китай (Юньнань); В'єтнам. Росте в більш укритих місцях в глибокій тіні у високих закритих вічнозелених лісів. Рослини зустрічаються на суглинних ґрунтах поверх вапняку, сланцю або граніту.

## Загрози та охорона
Немає безпосередньої загрози зникнення, хоча деякі субпопуляції були сильно виснажені за останні десятиліття. Рослини знаходяться в Національному парку Бен Ен, В'єтнам.